# Roland Wolff
Roland Wolff (* 20. Oktober 1946; † 15. Januar 2021) war ein deutscher Sportmediziner, Hochschullehrer und Leichtathletiktrainer.

## Leben
Wolff studierte Medizin, seine Doktorarbeit wurde 1976 an der Freien Universität Berlin angenommen, seine Habilitation schloss er 1988 ab. An der Humboldt-Universität zu Berlin hatte Wolff am Institut für Sportwissenschaft eine Professorenstelle in der Abteilung Sportmedizin inne. Des Weiteren war Wolff Lehrbeauftragter an der Hochschule für Gesundheit & Sport, Technik & Kunst.
Er befasste sich in seiner wissenschaftlichen Tätigkeit schwerpunktmäßig mit Sportverletzungen, Sportorthopädie, Biomechanik und Ausdauersport. 1989 war Wolff Herausgeber des Buchs Zentrale Themen aus der Sportorthopädie und -traumatologie.
Als Leichtathletiktrainer betreute er von 1972 bis 2014 beim Sportclub Tegeler Forst, dessen Ehrenmitglied er war, insbesondere Mittelstreckenläufer, darunter Carsten Schlangen, Franek Haschke, Moritz Höft, Jonas Stiefel und Holger Böttcher. Von ihm betreute Läufer gewannen 42 Deutsche Meistertitel und insgesamt 122 Medaillen bei Deutschen Meisterschaften. Im Jahr 2013 wurde Wolff vom Berliner Leichtathletik-Verband mit dem Gerhard-Schlegel-Preis ausgezeichnet.

## Posthum
Durch ein Vermächtnis an seinen langjährigen Sportverein, den SC Tegeler Forst, konnte dessen Vorstand 2022 eine gemeinnützige Stiftung in Wolffs Namen errichten. Die Prof. Roland Wolff Stiftung fördert Jugendliche, die Ausbildung, Beruf und Leistungssport verbinden möchten. Ebenso können Projekte, die der Förderung jugendlichen Leistungssportes dienlich sind, gefördert werden.